# ویکتوریا پوینت، کوئینزلند
ویکتوریا پوینت (به انگلیسی: Victoria Point) یک حومه شهر در استرالیا است که در کوئینزلند واقع شده‌است.